# SD Eibar
SD Eibar is een Spaanse voetbalclub uit Eibar. Thuisstadion is het Estadio Municipal de Ipurua, dat plaats biedt aan 8.164 toeschouwers. SD Eibar promoveerde op 25 mei 2014 voor het eerst in de clubgeschiedenis naar de Primera División.  Dit verblijf zou tot en met seizoen 2020/21 aanhouden.

## Geschiedenis

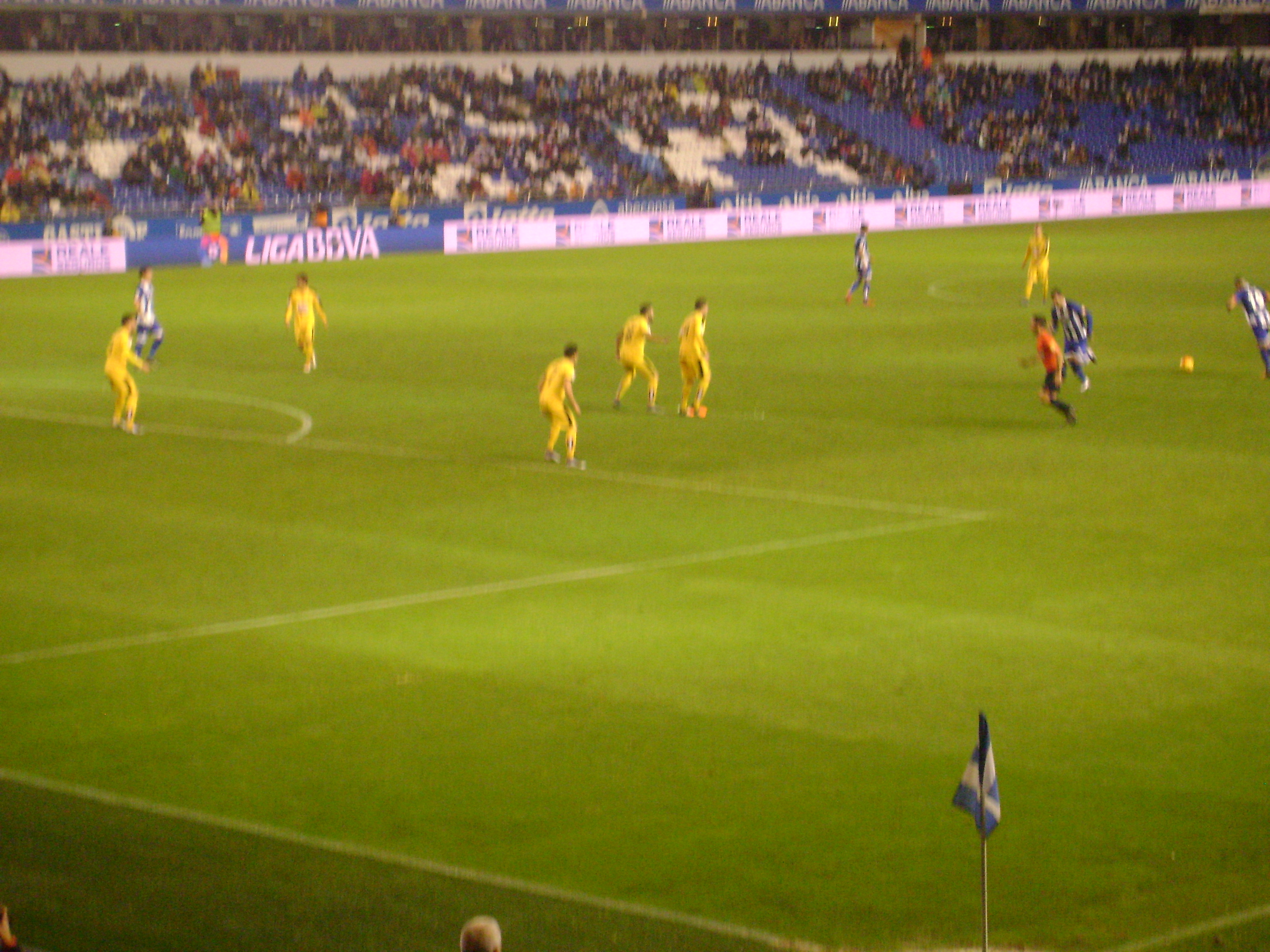
Deportivo La Coruña v SD Eibar.

SD Eibar werd opgericht op 30 november 1940 als Eibar Fútbol Club na een fusie van Deportivo Gallo en Unión Deportiva Eibarresa. De club speelde jarenlang in de Tercera División waaruit het ondanks vijf kampioenschappen niet wist te promoveren naar de Segunda División B. In 1988 promoveerde SD Eibar na slechts twee jaar in de Segunda División B naar de Segunda División A, de tweede Spaanse divisie. Hierin speelde de club tot 2005/06, toen SD Eibar met een 21e plaats degradeerde naar de Segunda B. Het jaar daarvoor liep het nog net promotie mis naar de Primera División middels een vierde plaats. In 2007 keerde SD Eibar terug in de Segunda División A na in de finale van de play-offs te hebben gewonnen van Rayo Vallecano. In 2009 degradeerde de club. In 2013 wist de club opnieuw te promoveren naar de Segunda División A, waar het meteen het kampioenschap wist te veroveren en daarmee voor het eerst in de clubgeschiedenis wist te promoveren naar de Primera División. Tijdens dat eerste seizoen op het hoogste niveau kon het zich door een achttiende plaats sportief niet handhaven. Maar omdat Elche CF werd teruggezet naar de Segunda División, als straf voor een belastingschuld voor het tweede jaar op rij, mocht Eibar toch aantreden in de Primera División in het seizoen 2015/2016.  Vanaf dat seizoen zou de ploeg zich uitbouwen tot een middenmoter met eindrangschikkingen tussen de negende en veertiende plaats, totdat het tijdens het seizoen 2020/21 helemaal mis liep met een laatste plaats en degradatie tot gevolg.  De ploeg wilde haar verloren plaats op het einde van seizoen 2021/22 onmiddellijk terugveroveren. Tijdens 28 speeldagen stond de ploeg ook op een van de twee promotieplaatsen, maar de laatste speeldag ging het verkeerd. Voor de start hadden Eibar en UD Almería beiden tachtig punten en op de derde plaats volgde Real Valladolid met achtenzeventig punten.  Valladolid won heel gemakkelijk thuis met 3-0 van SD Huesca. Almería keek al snel tegen een 1-0 en 2-1 achterstand aan, maar dankzij hun topscorer Umar Sadiq konden ze in de 53ste minuut 2-2 gelijk maken tegen CD Leganès, wat ook de eindstand werd. Op papier had Eibar tegen het laatst geklasseerde AD Alcorcón de gemakkelijkste opdracht, maar na negentig minuten was het nog steeds 0-0.  Deze uitslag zou inhouden dat drie ploegen met eenentachtig punten zouden eindigen met Valladolid als kampioen en Eibar als vice-kampioen.  Maar toen gebeurde het onverwachte.  In de eenennegentigste minuut scoorde Giovanni Zarfino het enige doelpunt voor de Madrileense ploeg en zo werd Almería kampioen met eenentachtig punten en als vice-kampioen Valladolid met dezelfde aantal punten.  Eibar, met een puntje minder, werd naar de eindronde verwezen.  In deze eindronde ging het opnieuw verkeerd.  Na met een tweede helft met één man meer gespeeld te hebben en een werelddoelpunt van Ager Aketxe werd de uitwedstrijd bij FC Girona nog met 0-1 gewonnen, maar thuis ging de wedstrijd met 0-2 verloren.
In totaal speelde de club 28 jaar in de Tercera División, 3 jaar in de Segunda División B, 24 jaar in de Segunda División A en 7 jaar in Primera División.

## Erelijst
- Segunda División A

2013/14
- Segunda División B

1987/88 en 2006/07
- Tercera División

1950/51, 1952/53, 1961/62, 1962/63, 1966/67, 1981/82 en 1985/86

## Eindklasseringen
- 1946 9e
1e regionaal
- 1947 1e
2e regionaal
- 1948 5e
1e regionaal
- 1949 2e
1e regionaal
- 1950 1e
1e regionaal
- 1951 1e
Tercera División
- 1952 2e
Tercera División
- 1953 1e
Tercera División
- 1954 7e
Segunda División
- 1955 8e
Segunda División
- 1956 14e
Segunda División
- 1957 10e
Segunda División
- 1958 17e
Segunda División
- 1959 2e
Tercera División
- 1960 7e
Tercera División
- 1961 3e
Tercera División
- 1962 1e
Tercera División
- 1963 1e
Tercera División
- 1964 2e
Tercera División
- 1965 2e
Tercera División
- 1966 2e
Tercera División
- 1967 1e
Tercera División
- 1968 2e
Tercera División
- 1969 6e
Tercera División
- 1970 2e
Tercera División
- 1971 7e
Tercera División
- 1972 4e
Tercera División
- 1973 12e
Tercera División
- 1974 2e
Tercera División
- 1975 16e
Tercera División
- 1976 19e
Tercera División
- 1977 5e
1e regionaal
- 1978 3e
1e regionaal
- 1979 1e
1e regionaal
- 1980 4e
Tercera División
- 1981 3e
Tercera División
- 1982 1e
Tercera División
- 1983 2e
Tercera División
- 1984 2e
Tercera División
- 1985 2e
Tercera División
- 1986 1e
Tercera División
- 1987 7e
Segunda División B
- 1988 1e
Segunda División B
- 1989 16e
Segunda División
- 1990 16e
Segunda División
- 1991 10e
Segunda División
- 1992 12e
Segunda División
- 1993 16e
Segunda División
- 1994 10e
Segunda División
- 1995 5e
Segunda División
- 1996 12e
Segunda División
- 1997 5e
Segunda División
- 1998 10e
Segunda División
- 1999 18e
Segunda División
- 2000 11e
Segunda División
- 2001 15e
Segunda División
- 2002 8e
Segunda División
- 2003 17e
Segunda División
- 2004 10e
Segunda División
- 2005 4e
Segunda División
- 2006 22e
Segunda División
- 2007 1e
Segunda División B
- 2008 16e
Segunda División
- 2009 21e
Segunda División
- 2010 2e
Segunda División B
- 2011 1e
Segunda División B
- 2012 3e
Segunda División B
- 2013 2e
Segunda División B
- 2014 1e
Segunda División
- 2015 18e
Primera División
- 2016 14e
Primera División
- 2017 10e
Primera División
- 2018 9e
Primera División
- 2019 12e
Primera División
- 2020 14e
Primera División
- 2021 20e
Primera División
- 2022 3e
Segunda División
- 2023 5e
Segunda División
- 2024 3e
Segunda División
- 2025 9e
Segunda División

- Primera División
- Segunda División
- Segunda División B
- Tercera División
- 1e regionaal
- 2e regionaal

## Bekende (oud-)spelers

### Spanjaarden
- Manuel Almunia
- Xabi Alonso
- José Eulogio Gárate
- Joseba Llorente
- Asier Riesgo
- David Silva

### Overig
- Frédéric Peiremans
- Ricardo Varela
- Federico Magallanes
- Umut Mumcu